# Punta Nera (Alpi Cozie)
La Punta Nera è una montagna delle Alpi Cozie alta 3.047 m, situata sullo spartiacque fra la Maurienne (Modane) e l'alta valle di Susa (Bardonecchia).
Il nome deriva del colore scuro delle rocce predominanti sul versante della montagna affacciato verso la Valle di Susa.

## Descrizione

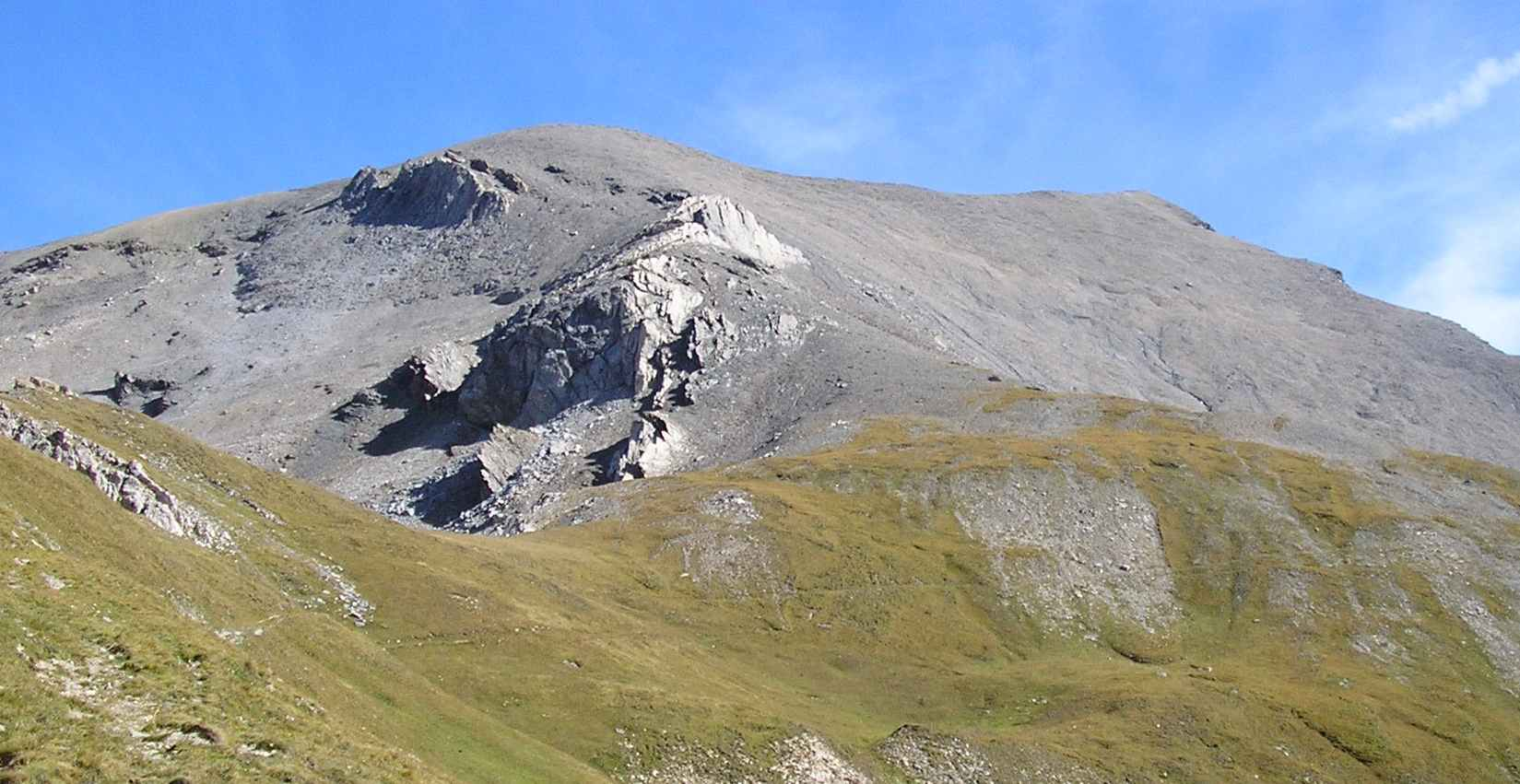
La Punta Nera d'estate (vers. SSO)

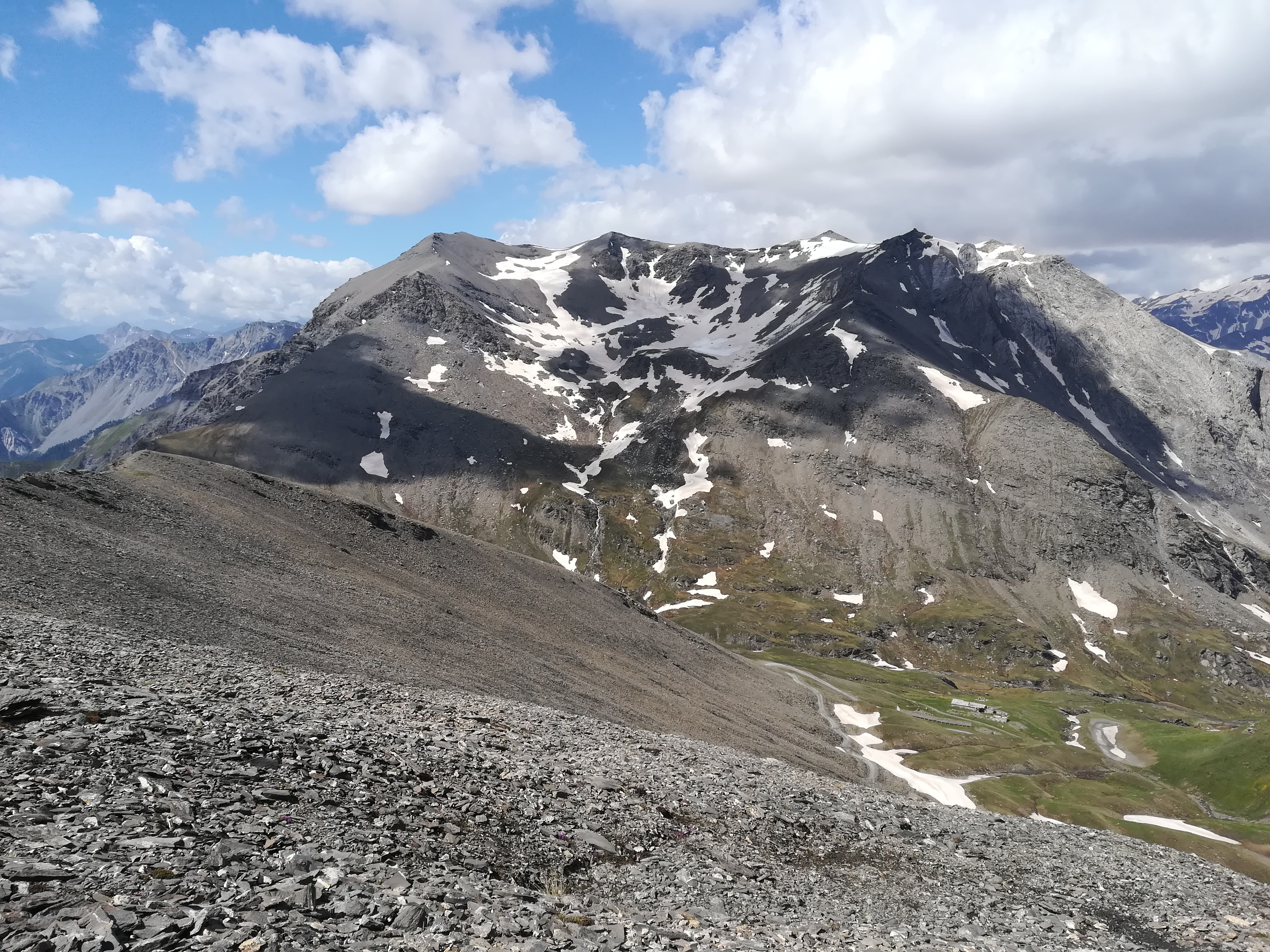
La punta Nera (a sinistra) e Le Grand Argentier (a destra) visti dalla punta del Fréjus.

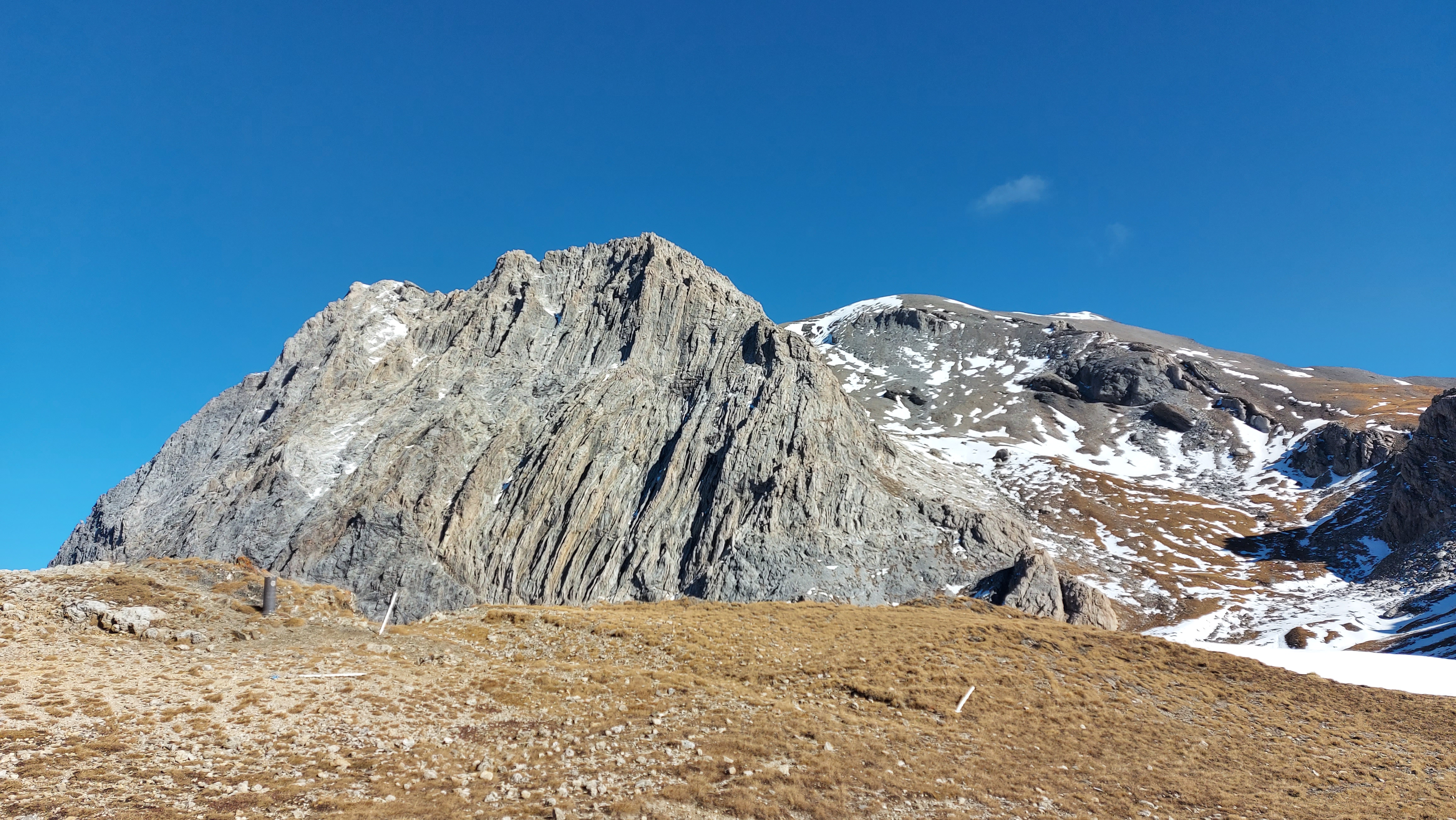
Il Roc de Jany in primo piano e la Punta Nera sullo sfondo visti dal colle della Rho.

La montagna ha natura prevalentemente detritica e rappresenta la massima elevazione del tratto di crinale Dora-Arc compreso tra il Colle della Rho (2.541 m) ed il Colle del Fréjus (2.541 m).
La sua sommità è costituita da due elevazioni separate da una insellatura a quota 3.017 m; quella a nord-ovest è più alta (3.047 m), mentre la quota 3.041, affacciata su Bardonecchia, è più panoramica ed ospita una croce metallica.
.

In corrispondenza della cima si stacca dallo spartiacque principale una terza cresta che, con andamento verso nord-ovest, collega la Punta Nera al vicino Grand Argentier (3.042 m, interamente compreso in territorio francese).

## Escursionismo e sci
La via di salita normale parte dalle Grange della Rho e percorre la vallata omonima per vecchie carrozzabili militari fino al Piano dei Morti (2.300 m circa), quindi abbandona il fondovalle per una mulattiera che risale il versante Sud-Sud-Ovest della montagna, prima erboso e poi detritico, fino alla cima.

Per la Punta Nera passa anche un impegnativo itinerario sci-alpinistico che collega il Colle del Fréjus a quello della Rho.
.

## Cartografia
- Cartografia ufficiale italiana dell'Istituto Geografico Militare (IGM) in scala 1:25.000 e 1:100.000, consultabile on line
- Cartografia ufficiale francese dell'Institut géographique national (IGN), consultabile online
- Istituto Geografico Centrale - Carta dei sentieri e dei rifugi scala 1:50.000 n. 1 Valli di Susa Chisone e Germanasca e 1:25.000 n. 104 Bardonecchia Monte Thabor Sauze d'Oulx